# Mercedes-Benz Classe E
A Classe E é uma linha de sedans e peruas de porte médio da Mercedes. Seus maiores concorrentes são o Audi A6 e o BMW Série 5. É produzido desde 1993 e foram comercializadas até hoje 5 gerações deste modelo.

## Galeria
- Primeira geração W124 (1993-95)
- Segunda geração W210 (1995-2003)
- Terceira geração W211 (2002-2009)
- Quarta geração W212 (2009-2016)
- Quinta geração W213 (2016-2023)